# Mathieu III de Montmorency
 (janvier 2023).
Pour les articles homonymes, voir Mathieu.
Pour les autres membres de la famille, voir Maison de Montmorency.
Mathieu III de Montmorency (né en 1228 - mort à Tunis en 1270), est le fils de Bouchard VI de Montmorency et de Isabeau de Laval.

## Ascendance
- Hugues Capet
  - Robert II de France
    - Henri Ier de France
      - Philippe Ier de France
        - Louis VI de France
          - Robert Ier de Dreux
            - Alix de Dreux
              - Gertrude de Nesle-Soissons
                - Bouchard VI de Montmorency
                  - Mathieu III de Montmorency

## Mariage et descendance
Vers 1250, Mathieu épouse Jeanne de Brienne-Ramerupt, fille d'Érard de Brienne, sire de Ramerupt et de Vénizy, et de sa deuxième femme Philippa de Champagne. Jeanne de Brienne est la nièce de Hugues Ier de Lusignan, roi de Chypre. De ce mariage sont nés :
- Mathieu IV de Montmorency (v. 1251 - 12 octobre 1305)[1] ;
- Erard de Montmorency (1260 - 6 septembre 1334), seigneur de Conflans, Grand échanson[2], d'où postérité - dont Agnès de Montmorency qui épouse avec postérité Philippe d'Aunay, impliqué dans le scandale de la Tour de Nesle ; et - la branche de Montmorency-Breteuil et Beaussault[3] ;
- Robert de Montmorency, prieur de l'abbaye de Saint-Denis[4] ;
- Guillaume de Montmorency, chevalier de l'ordre du Temple[4] ;
- Jeanne de Montmorency, épouse de Baudouin[4] (morte après 1293), comte de Guines, seigneur d'Ardres (Seigneurs d'Ardres), et châtelain de Bourbourg, fils de Arnoul II de Guines et de sa femme Alix de Coucy[1] ;
- Sibille (alias Catherine ?) de Montmorency, morte sans descendance[4] ;
- Marsille de Montmorency, épouse de Mathieu Ier de Trie-Dammartin.[réf. nécessaire]